# 越南山核桃
越南山核桃（学名：Carya tonkinensis），为胡桃科山核桃属下的一个植物种。
种加名 tonkinensis 意为越南“东京的”。